# Lionel Scaloni
Lionel Sebastián Scaloni (phát âm tiếng Tây Ban Nha: [ljoˈnel eskaˈloni]; Rioplata: /ehkaˈloni/; sinh ngày 16 tháng 5 năm 1978) là một huấn luyện viên và là cựu cầu thủ bóng đá chuyên nghiệp người Argentina, hiện là huấn luyện viên của Đội tuyển bóng đá quốc gia Argentina. Là một cầu thủ hoạt động rộng, với vị trí hậu vệ phải hoặc tiền vệ phải.
Anh đã dành phần lớn sự nghiệp chuyên nghiệp của mình với Deportivo de La Coruña ở Tây Ban Nha, có tổng cộng 258 trận và 15 bàn thắng trong 12 mùa giải ở La Liga với ba đội. Anh cũng đã chơi vài năm ở Ý, với Lazio và Atalanta.
Scaloni đã có 7 lần khoác áo đội tuyển Argentina từ năm 2003 đến 2006, và là một phần của đội tuyển tham dự World Cup 2006. Sau đó, anh trở thành huấn luyện viên, đáng chú ý là đã dẫn dắt đội tuyển quốc gia giành chức vô địch các giải Copa América 2021, CONMEBOL–UEFA Cup of Champions, FIFA World Cup 2022 và Copa América 2024.

## Câu lạc bộ

### Những năm đầu / Deportivo
Sinh ra ở Rosario, Santa Fe, Scaloni bắt đầu sự nghiệp tại Argentine Primera División với câu lạc bộ địa phương Newell's Old Boys và sau đó là Estudiantes de La Plata, trước khi gia nhập Deportivo de La Coruña của Tây Ban Nha vào tháng 3 năm 1998 với giá 405 triệu pesetas.
Thường xuyên được thi đấu với người Galicia trong khoảng thời gian tám năm rưỡi, anh cạnh tranh với Manuel Pablo và Víctor cho cả hai vị trí xuất phát ở cánh phải. Tuy nhiên, do chấn thương, anh chỉ xuất hiện trong 14 trận tại La Liga khi Depor giành danh hiệu vô địch quốc gia đầu tiên.
Sau khi bất hòa với HLV Joaquín Caparrós, Scaloni gia nhập câu lạc bộ Premier League West Ham United theo dạng cho mượn vào ngày 31 tháng 1 năm 2006, ngày cuối cùng của kỳ chuyển nhượng, trong nỗ lực tăng cơ hội lựa chọn cho World Cup sắp tới. Anh đã lấy chiếc áo số 2 từ Tomáš Repka đã ra đi, và ra mắt giải đấu của anh cho câu lạc bộ Đông London đấu với Sunderland, vào ngày 4 tháng 2. Anh cũng đã giúp đội bóng vào đến chung kết FA Cup, thua Liverpool trên loạt penalty.

### Racing Santander
Scaloni rời West Ham sau khi việc chuyển nhượng hẳn không được đồng ý. Deportivo đã đồng ý chuyển nhượng anh vào ngày 1 tháng 9 năm 2006 cùng với Diego Tristán, một ngày sau khi đóng cửa sổ chuyển nhượng mùa hè.
Tuy nhiên, do thực tế không có giới hạn đối với các đại lý miễn phí, hai tuần sau, Scaloni đã ký hợp đồng một năm với Racing de Santander, Đội bóng xứ Cantabria sau đó đã kết thúc ở giữa bảng xếp hạng. Anh xuất hiện - ngay trong danh sách đầu trận - trong cả hai trận đấu với câu lạc bộ cũ của anh, cả hai đều kết thúc với tỷ số hòa 0 0.

### Ý
Vào ngày 30 tháng 6 năm 2007, Scaloni chuyển đến SS Lazio ở Serie A của Ý theo hợp đồng 5 năm. Vào tháng 1 năm sau, anh trở lại Tây Ban Nha, được cho RCD Mallorca mượn trong 18 tháng. Sau đó, anh trở lại Lazio, nơi anh hiếm khi được sử dụng trong ba mùa giải sau đó.
Ở độ tuổi gần 35, Scaloni gia nhập Atalanta BC vào tháng 1 năm 2013. Anh đã được nghỉ vào cuối mùa giải nhưng đã được ký lại hợp đồng sau khi anh không tìm được một câu lạc bộ mới.

## Sự nghiệp quốc tế
Sau khi ra mắt Argentina vào ngày 30 tháng 4 năm 2003 trong trận giao hữu với Libya, Scaloni là một lựa chọn bất ngờ cho FIFA World Cup 2006, thay thế cho cựu binh Javier Zanetti, người cũng chơi như một hậu vệ cánh phải. Sự xuất hiện duy nhất của anh trong giải đấu là chơi trọn vẹn 120 phút trong trận đấu bù giờ 16 trận đấu với Mexico vào ngày 24 tháng 6 năm 2006, tại Zentralstadion.

## Sự nghiệp huấn luyện viên
Vào ngày 11 tháng 10 năm 2016, Scaloni gia nhập đội ngũ huấn luyện của người đồng hương Jorge Sampaoli tại Sevilla FC.

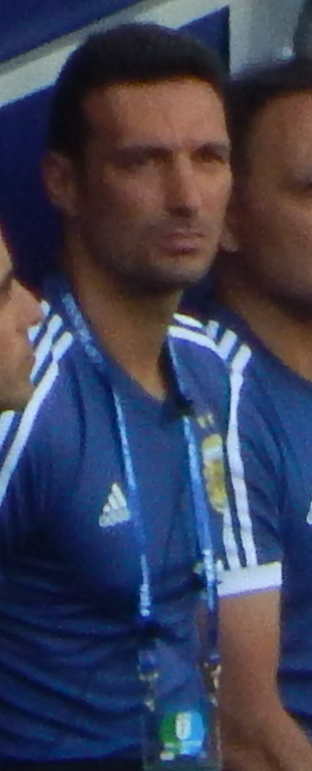
Lionel Scaloni làm trợ lý cho Argentina tại World Cup 2018

Vào tháng 6 năm 2017, khi Sampaoli được bổ nhiệm làm huấn luyện viên mới cho đội tuyển quốc gia Argentina , Scaloni cùng Pablo Aimar một lần nữa được bổ nhiệm làm trợ lý. Một năm sau, sau thất bại của đội tuyển quốc gia tại World Cup 2018 ở Nga, anh và Pablo Aimar được bổ nhiệm làm HLV tạm thời cho đến cuối năm; vào tháng 11 năm 2018, Scaloni đã được làm HLV chính thức cho đến tháng 6 năm 2019, khi Copa América 2019 sắp diễn ra. Tại giải đấu, Argentina về thứ 3 chung cuộc.
Năm 2021, anh dẫn dắt đội tuyển Argentina lên ngôi vô địch Copa América lần thứ 15 sau khi vượt qua đại kình địch Brasil ở trận chung kết, chấm dứt 28 năm không danh hiệu. Vào tháng 11 cùng năm, anh được đề cử cho Giải thưởng Huấn luyện viên bóng đá xuất sắc nhất của FIFA, nhưng không lọt vào danh sách rút gọn 3 đề cử cuối cùng.
Năm 2022, anh tiếp tục dẫn dắt đội tuyển Argentina lên ngôi vô địch Cúp các đội vô địch CONMEBOL–UEFA 2022 trước Ý với chiến thắng 3-0 trên Sân vận động Wembley. Tại World Cup 2022, Argentina mở màn vòng bảng với trận thua sốc 1-2 trước Ả Rập Xê Út, nhưng thắng liền 2 trận sau đó trước Mexico & Ba Lan cùng tỷ số 2-0 để đứng đầu bảng C, tại vòng 16 đội Argentina vượt qua Úc 2-1, đánh bại Hà Lan 4-3 tại loạt sút luân lưu sau khi hòa 2-2 cả trận, Scaloni bảo vệ các cầu thủ của mình sau những tranh cãi xung quanh chiến thắng trong loạt đá luân lưu trước Hà Lan ở tứ kết, Sau khi đánh bại Croatia 3–0 ở bán kết, Argentina đã lọt vào trận chung kết lần thứ 2 sau 8 năm, tại đây họ vô địch World Cup lần thứ 3 sau khi vượt qua Pháp ở trận chung kết khi thắng 4-2 tại loạt sút luân lưu sau khi hòa 3-3 cả trận, Scaloni qua đó trở thành huấn luyện viên trẻ thứ hai trong lịch sử, sau người đồng hương César Luis Menotti vô địch World Cup. Anh sau đó đoạt giải huấn luyện viên nam xuất sắc nhất năm 2022 của FIFA.
Năm 2024, anh tiếp tục dẫn dắt đội tuyển Argentina lên ngôi vô địch lần thứ hai liên tiếp tại Copa América 2024 trên đất Hoa Kỳ.

## Danh hiệu

### Cầu thủ
Deportivo
- La Liga: 1999–2000
- Copa del Rey: 2001–02
- Supercopa de España: 2002

West Ham
- FA cup: Á quân 2005–06

Argentina
- FIFA World Youth Championship: 1997

### Huấn luyện viên
Argentina
- FIFA World Cup: 2022
- Copa América: 2021, 2024; hạng ba 2019
- CONMEBOL–UEFA Cup of Champions: 2022

Cá nhân
- Huấn luyện viên nam xuất sắc nhất năm của FIFA: 2022[35]